# Pieve di Appiano
La pieve di Appiano o pieve di Santo Stefano di Appiano (in latino: Plebs de Aplano o Plebs Sancti Stephani de Aplano) era il nome di un'antica pieve dell'arcidiocesi di Milano e del Ducato di Milano con capoluogo Appiano. Il suo territorio si estendeva su 118 km².
Il patrono è santo Stefano protomartire, che ancora oggi viene festeggiato in città il 26 dicembre; a lui è dedicata la chiesa prepositurale di Appiano Gentile.

## Storia
Attestata nei primi documenti a partire dall'XI secolo (la più antica menzione si trova un atto di donazione risalente al 1067), la pieve di Appiano iniziò ad acquisire benefici e cappellanie solo a partire dal XVI secolo. Nel Cinquecento, la giurisdizione ecclesiastica della pieve si estendeva su ventidue parrocchie. Col Rinascimento la pieve assunse anche una funzione amministrativa civile come ripartizione locale della Provincia del Ducato di Milano; essa era tenuta a contribuire al mantenimento della strada di Bollate, come era chiamata nel medioevo l’attuale strada varesina e antica via Mediolanum-Bilitio, che attraversava il territorio a meridione.
Nel 1747, durante il corso della visita pastorale dell'arcivescovo Giuseppe Pozzobonelli alla pieve di Appiano, apprendiamo che il clero della chiesa prepositurale era in pieno periodo di splendore, arrivando a contare dieci canonici, tra i quali spiccavano un teologo ed un coadiutore oltre al prevosto stesso. In epoche precedenti inoltre, l'arcivescovo Carlo Borromeo in persona aveva fondato in loco la confraternita del Santo Rosario che aveva avuto origine dal 1574. Un'altra confraternita, quella di Santa Maria del Suffragio, venne fondata dall'arcivescovo Benedetto Erba Odescalchi il 31 ottobre 1729. 
Dal punto di vista civile, la pieve amministrativa fu oggetto di un esperimento riformatore di stampo illuminista da parte dell'imperatore Giuseppe II, che nel 1786 la incluse nella neocostituita Provincia di Varese, ripartizione cancellata dopo soli cinque anni dal fratello Leopoldo II, imperatore ben più conservatore. La pieve fu poi soppressa nel 1797 in seguito all'invasione di Napoleone e alla conseguente introduzione di un moderno ma effimero distretto.
La pieve religiosa invece, nella quale Gerenzano aveva ricevuto un’autonomia particolare, sopravvissuta all'Ottocento divenne sede vicariale pur rimanendo capopieve sino al 1972 quando i decreti del cardinal Colombo posero fine alla struttura delle pievi lombarde: in tale anno erano 16 le parrocchie con una popolazione che ammontava a 67.351 abitanti. La prepositurale è in piazza Libertà 12 ad Appiano Gentile.

## Territorio
Nella seconda metà del XVIII secolo, il territorio della pieve era così suddiviso:
| Pieve civile                                                   | Pieve ecclesiastica                                                                     |
| Comune di Appiano Comune di San Bartolomeo con Cassina Fontana | Parrocchia prepositurale di Santo Stefano                                               |
| Comune di Beregazzo con Figliaro                               | Parrocchia dei Santi Ilario e Remigio in Figliaro con Chiesa di San Pietro in Beregazzo |
| Comune di Binago                                               | Parrocchia di San Giovanni Battista                                                     |
| Comune di Bulgarograsso                                        | Parrocchia di Sant'Agata                                                                |
| Comune di Carbonate                                            | Parrocchia di Santa Maria Assunta                                                       |
| Comune di Cassina Ferrara                                      | Parrocchia di San Giovanni Battista                                                     |
| Comune di Castelnuovo                                          | Parrocchia di San Martino vescovo                                                       |
| Comune di Cirimido                                             | Parrocchia di Tutti i Santi                                                             |
| Comune di Fenegrò                                              | Parrocchia di Santa Maria Nascente                                                      |
| Comune di Gerenzano                                            | Parrocchia dei Santi apostoli Pietro e Paolo                                            |
| Comune di Guanzate                                             | Parrocchia di Santa Maria Assunta                                                       |
| Comune di Limido                                               | Parrocchia di Sant'Abbondio                                                             |
| Comune di Locate                                               | Parrocchia dei Santi Quirico e Giulitta                                                 |
| Comune di Lomazzo                                              | Parrocchia dei Santi Vito e Modesto                                                     |
| Comune di Lurago Marinone                                      | Parrocchia di San Giorgio martire                                                       |
| Comune di Lurate Abbate                                        | Parrocchia di San Martino Parrocchia della Santissima Annunciata in Caccivio            |
| Comune di Mozzate                                              | Parrocchia di Sant'Alessandro martire                                                   |
| Comune di Oltrona                                              | Parrocchia di San Giovanni decollato                                                    |
| Comune di Rovello                                              | Parrocchia dei Santi Pietro e Paolo                                                     |
| Comune di Turate                                               | Parrocchia dei Santi apostoli Pietro e Paolo                                            |
| Comune di Veniano Superiore e Inferiore                        | Parrocchia di Sant'Antonio Abate                                                        |